# برونو زاريمبا
برونو زاريمبا (بالفرنسية: Bruno Zaremba)‏ هو لاعب كرة قدم فرنسي في مركز الهجوم، ولد في 7 أبريل 1955 في Fresnes-sur-Escaut ‏ في فرنسا، وتوفي بنفس المكان في 5 نوفمبر 2018. شارك مع منتخب فرنسا تحت 21 سنة لكرة القدم. أما مع النوادي، فقد لعب مع نادي دونكيرك ونادي فالينسيان ونادي ميتز.

## وصلات خارجية
- برونو زاريمبا على موقع قاعدة بيانات كرة القدم.إي يو (الإنجليزية)
- برونو زاريمبا على موقع عالم كرة القدم.نت (الإنجليزية)